# Environmental Science & Technology
Environmental Science & Technology, скорочено Environ. Sci. Technol. або ES&T (укр. Екологічні науки та технології) - рецензований науковий журнал, який виходить двічі на місяць. Американське хімічне товариство (ACS) видає журнал з 1967 року. Головний редактор Джулі Б. Циммерман.
ES&T займається питаннями наук про навколишнє середовище, хімії навколишнього середовища, екологічної мікробіології та екологічної інженерії.
Імпакт-фактор Environmental Science & Technology за 2020 рік становив 9,028.  У 2014 році журнал посів 19 місце з 229 журналів у категорії наук про навколишнє середовище та 7 місце з 49 журналів у категорії екологічна інженерія. Це також найбільш цитований екологічний журнал.